# گیواتائیم

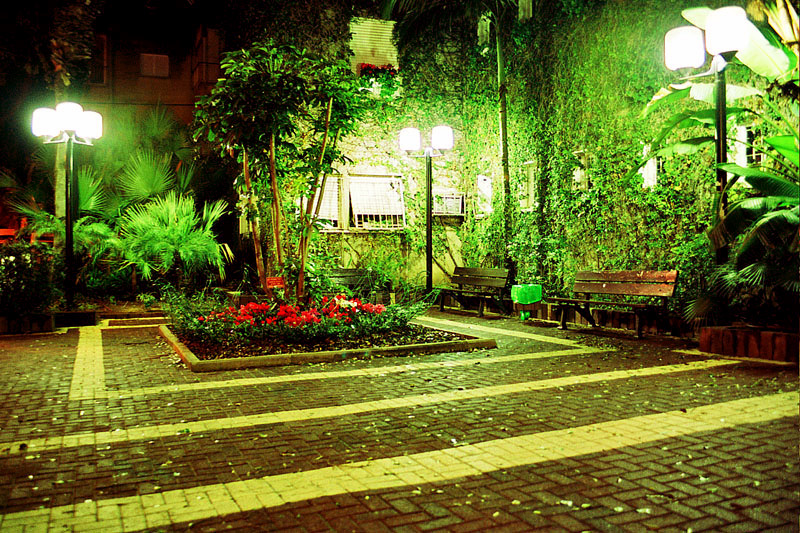
نمایی از یک پارک در شهر گیواتائیم در هنگام شب.

گیواتیم یا گیواتائیم (در عبری: גבעתיים) یکی از شهرهای کشور اسرائیل است. شهر گیواتیم یکی از چند شهر بهم پیوسته‌ای است که تل‌آویو بزرگ را تشکیل می‌دهند.